# 国鉄レ1300形貨車
国鉄レ1300形貨車（こくてつレ1300がたかしゃ）は、1923年（大正12年）から1926年（大正15年）にかけて有蓋車からの改造で製作された冷蔵車である。

## 概要
レ1300形は、レ1000形と同じくフワ30000形有蓋緩急車からの改造で製作された。レ1000形が車体長と軸距の短縮改造を受けたのに対して、レ1300形はそのままの長さで改造され、その分大型化している。改造は大宮工場、四日市工場（1924年（大正13年）に移転して名古屋工場となる）、鷹取工場、苗穂工場で行われた。
当初の形式はレソ25630形で、465両が改造されレソ25630 - レソ25999、レソ26300 - レソ26394となっている。番号が飛んでいるのは、間にテワ1257形の番号が入っているためである。
冷却方式は妻半氷槽式、断熱材はインシュライト、全長7,996mm、全幅2,500mm、全高3,800mm、荷重12tとなっている。荷重12tになった冷蔵車はこの形式が初めてで、この後レ12000形まで続く基本形となった。1923年（大正12年）に改造された車両の一部は肉懸垂鉤（フック）が取り付けられている。
1925年（大正14年）、それまで他の貨車と同じく黒に塗装されていた冷蔵車を、初めて灰色に塗装してみる試験が行われ、車内温度の低下に効果があることが明らかとなった。これがその後の冷蔵車で白系の塗装が実施されるきっかけとなった。
1928年（昭和3年）の称号規定改正でレ1300形となり、レ1300 - レ1762となった。
レ1300形は戦時中に15両が戦争による被災で廃車になり、又戦後は148両が進駐軍専用車に指定され運用された。
戦後もかなり残り、1950年（昭和25年）4月12日にレ1522が大沼電鉄へ譲渡され同社のレ201に、11月にレ1473、レ1370の2両が有田鉄道へ譲渡され同社のレ1、レ2となっている。この3両が日本で地方私鉄に在籍した冷蔵車の全部であるが、短期間で廃車となっている。
1952年（昭和27年）6月26日、第3次特別廃車の対象となり（当時の在籍車数は22両）、事実上消滅した。しかし戦災などの影響で書類が完備できておらず、1954年（昭和29年）に実施された貨車実態調査で8両の捕捉漏れが判明して再度廃車の指示が出され、1959年（昭和34年）になってようやく最終的に書類上の形式消滅となった。